# 下出積与
下出積与（しもで　せきよ、戸籍上は「積與」。1918年4月20日 - 1998年5月16日）は、日本の歴史学者。研究分野は宗教史。明治大学名誉教授。

## 来歴
石川県出身。大聖寺中学校、1938年3月第四高等学校文科甲類卒業し、1941年、東京帝国大学文学部国史学科卒業。北國新聞社、旧制小松中学、大聖寺高校教諭、金沢高師教授を経て、1949年、金沢大学法文学部助教授、のち文学部教授。1968年、明治大学教授となり、1989年定年退任、名誉教授。
1975年に「日本古代の神祇と道教」により東京大学から文学博士の学位を取得。道教、神道などを研究した。　

## 著書
- 木曽義仲 人物往来社 1966 (日本の武将)
- 神仙思想 吉川弘文館 1968 (日本歴史叢書
- 能登の塩 橋本確文堂 1968
- 石川県の歴史 山川出版社 1970 (県史シリーズ
- 道教 その行動と思想 評論社 1971 (日本人の行動と思想
- 加賀金沢の金箔 北国出版社 1972
- 日本古代の神祇と道教 吉川弘文館 1972 (日本宗教史研究叢書)
- 道教と日本人 1975 (講談社現代新書)
- 古代神仙思想の研究 吉川弘文館 1986.6
- 古代日本の庶民と信仰 弘文堂 1988.5
- 日本古代の仏教と神祇 吉川弘文館 1997.8
- 日本古代の道教・陰陽道と神祇 吉川弘文館 1997.9
- 白山の歴史 神と人とその時代 北國新聞社 1999.5

## 共編著
- 佐渡本間遺文桜井家文書 瑞雲泉業 1966
- 原典・日本思想史 笠原一男共編 評論社 1974
- 日本史における民衆と宗教 山川出版社 1976
- 日本における倫理と宗教 吉川弘文館 1980.5
- 白山信仰 雄山閣出版 1986.5 (民衆宗教史叢書
- 日本古代史論輯 桜楓社 1988.5
- 日本宗教史論纂 桜楓社 1988.5
- 日本の精神 そのプロブレマティークな系譜 圭室文雄共編 世界書院 1989.12
- 講座神道 第1-2巻 圭室文雄共編 桜楓社 1991
- 日本古代の人と文化 高科書店 1993.8